# Gibberidea visci
Gibberidea visci är en svampart som beskrevs av Fuckel 1870. Gibberidea visci ingår i släktet Gibberidea och familjen Cucurbitariaceae.   Inga underarter finns listade i Catalogue of Life.